# Trisetaria aurea
Trisetaria aurea là một loài thực vật có hoa trong họ Hòa thảo. Loài này được (Ten.) Pignatti miêu tả khoa học đầu tiên năm 1955.